# Wapienica (gromada)
Wapienica – dawna gromada, czyli najmniejsza jednostka podziału terytorialnego Polskiej Rzeczypospolitej Ludowej w latach 1954–1972.
Gromady, z gromadzkimi radami narodowymi (GRN) jako organami władzy najniższego stopnia na wsi, funkcjonowały od reformy reorganizującej administrację wiejską przeprowadzonej jesienią 1954 do momentu ich zniesienia z dniem 1 stycznia 1973, tym samym wypierając organizację gminną w latach 1954–1972.
Gromadę Wapienica z siedzibą GRN w Wapienicy (obecnie w granicach Bielska-Białej) utworzono – jako jedną z 8759 gromad na obszarze Polski – w powiecie bielskim w woj. stalinogrodzkim, na mocy uchwały nr 15/54 WRN w Stalinogrodzie z dnia 5 października 1954. W skład jednostki wszedł obszar dotychczasowej gromady Wapienica i kolonia Jaworze Średnie z dotychczasowej gromady Jaworze ze zniesionej gminy Jaworze oraz przysiółek Nowe Międzyrzecze z dotychczasowej gromady Międzyrzecze Górne ze zniesionej gminy Międzyrzecze w tymże powiecie. Dla gromady ustalono 22 członków gromadzkiej rady narodowej.
20 grudnia 1956 województwo stalinogrodzkie przemianowano (z powrotem) na katowickie.
1 stycznia 1969 do gromady Wapienica włączono część znoszonej gromady Kamienica o powierzchni 968,3417 ha w tymże powiecie oraz część obrębu Aleksandrowice o powierzchni 81,1254 ha z miasta (na prawach powiatu) Bielska-Białej w tymże województwie.
Gromada przetrwała do końca 1972 roku, czyli do kolejnej reformy gminnej. 1 stycznia 1973 w powiecie bielskim utworzono gminę Wapienica.